# トマーシュ・ヴァツリーク
トマーシュ・ヴァツリーク（チェコ語: Tomáš Vaclík, 1989年3月29日 - ）は、チェコ・オストラヴァ出身のサッカー選手。チェコ代表。ボアビスタFC所属。ポジションはゴールキーパー。

## 経歴

### クラブ
2007/08シーズンに所属していたFCヴィートコヴィツェの下部組織からトップチームに昇格した。ここでは2年間在籍し、計33試合に出場した。
2011-12シーズンにFKヴィクトリア・ジシュコフからACスパルタ・プラハに移籍。2014年5月、ACスパルタ・プラハからFCバーゼルに移籍した。
2016年4月、バーゼルとの契約を2021年6月まで延長した。
2018年7月6日、セルヒオ・リコ、ダビド・ソリアの後釜として、セビージャFCに移籍した。契約期間は2021年6月までの3年間。当時は正GKが不在だったこともあり、すぐにレギュラーの座を掴むと、その後2シーズンに渡って守護神としてゴールマウスを守り、公式戦86試合に出場した。
しかし、2019-20シーズンの終盤戦に膝の怪我で離脱を強いられると、代わって起用された控えGKヤシン・ブヌが好パフォーマンスを見せ、レギュラーに定着。2020-21シーズンは完全に立場が逆転し、リーグ戦は5試合の出場に留まった。
2021年7月13日、オリンピアコスFCに移籍することが発表された。なお、ヴァツリークはオリンピアコス史上初のチェコ人選手となる。
2023年1月31日、ハダースフィールド・タウンFCに移籍した.。
2024年2月13日、セグンダ・ディビシオンに所属していたアルバセテ・バロンピエへフリーで移籍し、2023-24シーズン終了時までの短期契約を結んだ。

### 代表
ヴァツリークは2005年にU-16チェコ代表に選出されて以来、アンダー年代の各代表チームでプレーをした。2009年からはU-21チェコ代表に選出され、2011年にデンマークで開催されたUEFA U-21欧州選手権2011では4位という結果に終わりロンドンオリンピック出場を逃したが、大会優秀選手にあたるU-21オールスターチームに選出された。
2012年11月14日のスロバキア戦でチェコ代表デビューを飾った。2016年、フランスで開催されたUEFA EURO 2016の最終登録メンバーに選出された。
代表デビューから4年間はペトル・チェフの控えだったが、チェフの代表引退に伴い、UEFA EURO 2016後は正GKに昇格。2021年開催のUEFA EURO 2020では、正守護神として全試合に出場。ラウンド16では、それまで8ゴールを記録していたオランダ代表を無失点に抑え、2大会ぶりのベスト8進出に貢献した。

## タイトル
ACスパルタ・プラハ
- チェコ1部リーグ：1回
  - 2013-14

FCバーゼル
- スーパーリーグ：3回
  - 2014-15, 2015-16, 2016-17
- スイス・カップ：1回
  - 2016-17

セビージャFC
- UEFAヨーロッパリーグ：1回
  - 2019-20

オリンピアコスFC
- ギリシャ・スーパーリーグ：1回
  - 2021-22